# Can’t Take My Eyes Off You
«Can’t Take My Eyes off You» (с англ. — «Не могу оторвать глаз от тебя») — песня 1967 года, написанная Бобом Кру и Бобом Гаудио, впервые записанная и выпущенная в виде сингла Фрэнки Валли, участником группы The Four Seasons, вместе с Гаудио.
Песня стала визитной карточкой исполнителя и заняла второе место в чарте Billboard Hot 100, получив статус «золотого» сингла, что сделало её самым успешным сольным хитом Валли до того, как он занял 1-е место в 1975 году с песней «My Eyes Adored You».
Часто авторство и первое исполнение песни ошибочно присваивается Фрэнку Синатре.
Гаудио описывает эту песню как «ту самую, что чуть не ускользнула», пока не вмешалась радиостанция CKLW из Уинсора (эта станция также обслуживала Детройт с американской стороны границы). В 1967 году продюсеры пластинки попросили Пола Дрю (англ. Paul Drew), программного директора легендарной станции, рассмотреть композицию для ротации. В течение 1960-х и 1970-х годов CKLW славилась запуском хитов благодаря мощному сигналу, покрывающему регион Великих озёр. Поначалу Дрю эта песня не очень понравилась, но он согласился послушать её вживую в клубе Roostertail, где Фрэнки Валли выступал с группой The Four Seasons. Услышав живое выступление, Дрю решил добавить песню в плейлист своей станции. «Коммутаторы загорелись, а остальное, как говорится, уже история», — вспоминает Гаудио.
В 2014 году Фрэнки Валли вспоминал, что «Can’t Take My Eyes Off You» стала первым шагом к осуществлению его цели — петь музыку, не требующую использования фальцета: «Я не хотел петь так всю жизнь. Как только мы определились со звучанием, план состоял в том, что я со временем начну делать сольную записи и делать то, чего действительно хотел. Мне очень повезло с переходом к „My Eyes Adored You“ и „Swearin' to God“, где фальцет уже не использовался». Он также вспоминал, что запись песни была отложена звукозаписывающей компанией почти на год из-за опасений, что группа The Four Seasons (которая уже потеряла Ника Масси в 1965 году) распадается. Валли же настаивал, что никогда не собирался покидать The Four Seasons.
Песня «Can’t Take My Eyes Off You» была записана во множестве других аранжировок, многие из которых попадали в чарты разных стран. Эта песня является одним из основных саундтреков телевидения и кино, а в некоторых случаях является частью сюжета некоторых фильмов, например, когда главные герои поют или записывают свою собственную версию песни. Версия Валли была использована НАСА в качестве будильника во время полета космического челнока STS-126, чтобы отпраздновать годовщину астронавта Кристофера Фергюсона, одного из членов экипажа миссии.

## Создание
Песня была написана Бобом Кру и Бобом Гаудио. Оригинальная запись, аранжированная Гаудио и Арти Шреком, была сделана в студии A & R Studio 2 (ранее Columbia Studio A) в Нью-Йорке. Продюсировал Боб Кру, звукорежиссёром выступил Фил Рамон.
Мелодические элементы напоминают фрагменты из «Адажио Спартака и Фригии» балета Спартак (Сюита № 2), написанного Арамом Хачатуряном в 1956 году.

## Реакция критиков
Журнал Billboard охарактеризовал сингл как «сильную балладу с ритмом из-под пера Боба Кру и Боба Гаудио с исключительным вокалом Валли и захватывающей аранжировкой Арти Шрека».
Cash Box назвал сингл «гладкой, нежной, мягко поданной романтической композицией».

## Кавер-исполнители

### Версия Boys Town Gang
В 1982 году сан-францисская постдиско группа Boys Town Gang выпустила танцевальную версию этой песни, которая заняла первое место в Нидерландах, Бельгии и Испании, а также четвёртое место в британском чарте синглов. Эта версия также имела успех в Японии, где в 2011 году получила цифровую золотую сертификацию от Японской ассоциации звукозаписывающей индустрии. Песня стала доступна в видеоигре Just Dance 4 2012 года.

### Версия Лорин Хилл
Версия песни в исполнении Лорин Хилл была записана в 1997 году, когда она была на восьмом месяце беременности своим первым ребёнком. Впервые эта версия прозвучала в фильме «Теория заговора» (1997), как и оригинал в исполнении Фрэнки Валли. Хотя песня не вошла в официальный саундтрек, диджей радиостанции KMEL в Сан-Франциско записал её на компакт-диск и начал ставить в эфире; вскоре к нему присоединились и другие радиостанции, вызвав эффект домино по всей территории США, что в конечном итоге позволило песне достичь второго места в чарте Rhythmic Top 40, несмотря на то что лейбл Хилл официально не выпускал её в виде сингла. Из-за растущей популярности песня была добавлена в альбом «The Miseducation of Lauryn Hill» в качестве скрытого трека.
Эта версия также была номинирована на премию Грэмми в категории «Лучшее женское вокальное поп-исполнение» на 41-й церемонии вручения премии в 1999 году, став первым скрытым треком, когда-либо получившим номинацию на Грэмми. Consequence of Sound назвал её лучшим скрытым треком всех времён. В 2014 году VH1 также признал её лучшим скрытым треком в истории. Обладатель премии Оскар Форест Уитакер вдохновился этой версией песни и назвал свою дочь Тру (англ. True) после того, как услышал её.

### Другие исполнители
- Энгельберт Хампердинк в 1968 г.
- Энди Уильямс в 1968 г.
- Викки Карр в 1969 г.
- Глория Гейнор
- Pet Shop Boys в 1991 г. использовали часть песни в записи сингла «Where the Streets Have No Name (I Can’t Take My Eyes Off You)»
- Hermes House Band
- Барри Манилоу
- Мортен Харкет в 1993 г., саундтрек к фильму «Яйцеголовые»
- Шина Истон
- The Supremes
- Muse
- Manic Street Preachers
- Эрик Мартин
- Bad Manners
- Bumblefoot (Ron Thal)
- John Barrowman
- U2
- Анни-Фрид Лингстад (солистка ABBA, исполняла шведский кавер «Du är så underbart rar» 1967 года)
- Том Джонс
- Филипп Киркоров в 1994 г.
- Валерия (Новый год на Первом 2007), клип Архивная копия от 17 апреля 2016 на Wayback Machine
- Анастасия Стоцкая
- Дмитрий Дюжев
- Светлана Шишкина
- Girls’ Generation
- Tommy february6 (аудио Архивная копия от 24 ноября 2021 на Wayback Machine)
- КИКИ-KIKI (грузинский певец 2007)
- Amanda Lear
- Дэмиен Райс, саундтрек к фильму «Близость»

## Использование в фильмах
- 1978 — Охотник на оленей
- 1989 — Знаменитые братья Бэйкеры
- 1993 — Яйцеголовые
- 1997 — Теория заговора
- 1997 — Свадьба лучшего друга
- 1997 — Полицейские
- 1999 — 10 причин моей ненависти
- 2001 — Дневник Бриджит Джонс
- 2004 — Близость
- 2005 — Сын Маски
- 2006 — Роковая красотка
- 2008 — Красавцы (телесериал) — 5 сезон, 3 серия
- 2010 — Фанатки на завтрак не остаются[нем.]
- 2014 — Парни из Джерси
- 2016 — В активном поиске
- 2016 — Люцифер (телесериал) — 2 сезон, 16 серия
- 2017 — Праздничный переполох
- 2018 — Ничего хорошего в отеле «Эль Рояль»